# Innocent Hamga
Innocent Hamga (ur. 8 maja 1981 w Edéi) – piłkarz kameruński grający na pozycji obrońcy. W swojej karierze rozegrał 2 mecze w reprezentacji Kamerunu.

## Kariera klubowa
Karierę piłkarską Hamga rozpoczął w klubie Cotonsport Garoua. W 1996 roku zadebiutował w jego barwach w kameruńskiej Première Division. W latach 1997–1998 dwukrotnie z rzędu wywalczył z Cotonsportem mistrzostwo Kamerunu.
W 1999 roku Hamga został zawodnikiem zespołu rezerw Barcelony. W sezonie 1999/2000 grał w nim w Segunda División B. W sezonie 2000/2001 rozegrał 9 meczów w Primera División w barwach Espanyolu, a następnie został zawodnikiem FC Martigues z francuskiej Ligue 2. W 2002 roku spadł z Martigues do Championnat National.
W 2003 roku Hamga przebywał na testach w Lechu Poznań, jednak ostatecznie nie podpisał kontraktu z tym klubem. W 2004 roku został zawodnikiem Olympique Marsylia i w sezonie 2004/2005 był członkiem zespołu rezerw Olympique. W latach 2005–2007 grał we francuskiej czwartej lidze w zespołach SO Cassis-Carnoux i Football Croix-de-Savoie 74. W sezonie 2007/2008 ponownie grał w rodzimym Cotonsporcie Garoua, z którym wywalczył mistrzostwo kraju i zdobył Puchar Kamerunu. W 2008 roku zakończył karierę.
| Sezon   | Klub                        | Kraj      | Rozgrywki            | Mecze | Bramki |
| ------- | --------------------------- | --------- | -------------------- | ----- | ------ |
| 1996    | Cotonsport Garoua           | Kamerun   | Première Division    | ?     | 0      |
| 1997    | Cotonsport Garoua           | Kamerun   | Première Division    | ?     | 0      |
| 1998    | Cotonsport Garoua           | Kamerun   | Première Division    | ?     | 0      |
| 1999    | Cotonsport Garoua           | Kamerun   | Première Division    | ?     | 0      |
| 1999/00 | FC Barcelona B              | Hiszpania | Segunda División B   | 8     | 0      |
| 2000/01 | RCD Espanyol                | Hiszpania | Primera División     | 9     | 0      |
| 2001/02 | FC Martigues                | Francja   | Ligue 2              | 9     | 0      |
| 2002/03 | FC Martigues                | Francja   | Championnat National | 22    | 0      |
| 2004/05 | Olympique Marsylia B        | Francja   | CFA                  | 1     | 0      |
| 2005/06 | SO Cassis-Carnoux           | Francja   | CFA                  | 15    | 0      |
| 2006/07 | Football Croix-de-Savoie 74 | Francja   | CFA                  | 12    | 0      |
| 2007/08 | Cotonsport Garoua           | Kamerun   | Première Division    | 28    | 0      |

## Kariera reprezentacyjna
W reprezentacji Kamerunu Hamga zadebiutował 27 stycznia 2000 roku w wygranym 3:0 meczu Pucharu Narodów Afryki 2000 z Wybrzeżem Kości Słoniowej. Na tym turnieju zagrał także w meczu z Togo (0:1). Były to zarazem jego jedyne dwa mecze w kadrze narodowej. Wraz z Kamerunem wygrał Puchar Narodów Afryki 2000.
Hamga grał również w reprezentacji Kamerunu U-20. W 1999 roku zajął 2. miejsce w Mistrzostwach Afryki, a także wystąpił na młodzieżowych Mistrzostwach Świata 1999 (Kamerun odpadł w nich w 1/8 finału).